# NBL 1989
Die NBL 1989 war die 11. Austragung der australasischen National Basketball League. Die mit dreizehn Teams aus Australien ausgetragene Meisterschaft begann am 20. April 1989 und endete am 20. Oktober 1989. Im Finale konnte sich die North Melbourne Giants in der Best-of-three-Serie gegen die Canberra Cannons in zwei Spielen durchsetzen und damit ihren ersten Meistertitel erringen.

## Modus
Jedes Team trägt in der regulären Saison zwölf Heim- und Auswärtsspiele aus. Die Spielzeit beträgt 4 × 12 Minuten. Die in der Endtabelle auf den Plätzen 3 bis 6 stehenden Teams qualifizieren sich für das Viertelfinale der Playoffs. Dabei treten der der dritte gegen den sechsten und der vierte gegen den fünften an. Die zwei Sieger ziehen ins Halbfinale ein, wo sie auf die an 1 und 2 gesetzten Teams treffen. In allen Runden gilt der best of three-Modus.

## Mannschaften
| Mannschaft             | Stadt                                  | Austragungsort                 | Plätze | Trainer        |
| ---------------------- | -------------------------------------- | ------------------------------ | ------ | -------------- |
| Adelaide 36ers         | Adelaide, South Australia              | Apollo Stadium                 | 3.000  | Gary Fox       |
| Brisbane Bullets       | Brisbane, Queensland                   | Brisbane Entertainment Centre  | 13.500 | Brian Kerle    |
| Canberra Cannons       | Canberra, Australian Capital Territory | AIS Arena                      | 5.200  | Steve Breheny  |
| Eastside Spectres      | Melbourne, Victoria                    | Burwood Stadium                | 2.000  | Brian Goorjian |
| Geelong Supercats      | Geelong, Victoria                      | Geelong Arena                  | 2.000  | Barry Barnes   |
| Hobart Tassie Devils   | Hobart Tasmania                        | Derwent Entertainment Centre   | 5.400  | Tom Maher      |
| Illawarra Hawks        | Wollongong, New South Wales            | Illawarra Basketball Stadium   | 2.000  | Dave Lindstrom |
| Melbourne Tigers       | Melbourne, Victoria                    | The Glass House                | 7.200  | Lindsay Gaze   |
| Newcastle Falcons      | Newcastle, New South Wales             | Broadmeadow Basketball Stadium | 2.200  | Ken Cole       |
| North Melbourne Giants | Melbourne, Victoria                    | The Glass House                | 7.200  | Bruce Palmer   |
| Perth Wildcats         | Perth, Western Australia               | Perth Superdome                | 4.500  | Alan Black     |
| Sydney Kings           | Sydney, New South Wales                | State Sports Centre            | 5.006  | Bob Turner     |
| Westside Saints        | Melbourne, Victoria                    | Keilor Stadium                 | 2.000  | Colin Cadee    |

## Tabelle
Abschlusstabelle nach Ende der Hauptrunde
- Für das Play-off Halbfinale qualifiziert
- Für das Play-off Viertelfinale qualifiziert

| Pl.  | Team                   | Spiele | Siege | Niederlagen | Siegquote | Punkte+ | Punkte- | Punktedifferenz | Heimbilanz | Auswärtsbilanz |
| ---- | ---------------------- | ------ | ----- | ----------- | --------- | ------- | ------- | --------------- | ---------- | -------------- |
| 01.  | Canberra Cannons       | 24     | 18    | 6           | 75,00 %   | 2736    | 2580    | +156            | 10:2       | 8:4            |
| 02.  | North Melbourne Giants | 24     | 17    | 7           | 70,33 %   | 2993    | 2701    | +292            | 11:1       | 6:6            |
| 03.  | Perth Wildcats         | 24     | 16    | 8           | 66,67 %   | 2681    | 2660    | +21             | 11:1       | 5:7            |
| 04.  | Melbourne Tigers       | 24     | 16    | 8           | 66,67 %   | 2802    | 2620    | +182            | 8:4        | 8:4            |
| 05.  | Sydney Kings           | 24     | 15    | 9           | 62,50 %   | 2471    | 2489    | −18             | 9:3        | 6:6            |
| 06.  | Adelaide 36ers         | 24     | 15    | 9           | 62,50 %   | 2778    | 2668    | +110            | 10:2       | 5:7            |
| 07.  | Eastside Spectres      | 24     | 14    | 10          | 53,85 %   | 2527    | 2454    | +73             | 9:3        | 5:7            |
| 08.  | Brisbane Bullets       | 24     | 11    | 13          | 45,83 %   | 2563    | 2492    | +71             | 7:5        | 4:8            |
| 09.  | Westside Saints        | 24     | 8     | 16          | 33,33 %   | 2522    | 2648    | −126            | 5:7        | 3:9            |
| 010. | Hobart Tassie Devils   | 24     | 8     | 16          | 33,33 %   | 2566    | 2757    | −191            | 6:6        | 2:10           |
| 011. | Illawarra Hawks        | 24     | 7     | 17          | 29,17 %   | 2826    | 2929    | −103            | 5:7        | 2:10           |
| 012. | Newcastle Falcons      | 24     | 6     | 18          | 25,00 %   | 2649    | 2799    | −150            | 5:7        | 1:11           |
| 013. | Geelong Supercats      | 24     | 5     | 19          | 20,83 %   | 2445    | 2722    | −277            | 3:9        | 2:10           |

## Play-offs

### Modus
Die in der Endtabelle auf den Plätzen 3 bis 6 stehenden Teams qualifizieren sich für das Viertelfinale der Playoffs. Dabei treten der der dritte gegen den sechsten und der vierte gegen den fünften an. Die zwei Sieger ziehen ins Halbfinale ein, wo sie auf die an 1 und 2 gesetzten Teams treffen. In allen Runden gilt der best of three-Modus.

### Spiele
|  | Halbfinale | Halbfinale      | Halbfinale             | Halbfinale | Halbfinale |                        |     | Finale           | Finale | Finale | Finale | Finale |
|  |            |                 |                        |            |            |                        |     |                  |        |        |        |        |
|  | 1          | Canberra Canons | 108                    | 92         | 142        |                        |     |                  |        |        |        |        |
|  | 5          | Sydney Kings    | 98                     | 100        | 82         |                        |     |                  |        |        |        |        |
|  | 5          | Sydney Kings    | 98                     | 100        | 82         |                        | 1   | Canberra Cannons | 105    | 97     |        |        |
|  |            |                 |                        |            |            |                        | 1   | Canberra Cannons | 105    | 97     |        |        |
|  |            | 2               | North Melbourne Giants | 111        | 111        |                        |     |                  |        |        |        |        |
|  | 2          | 2               | North Melbourne Giants | 111        | 111        | North Melbourne Giants | 129 | 108              | 165    |        |        |        |
|  | 2          |                 |                        |            |            |                        |     | 108              | 165    |        |        |        |
|  | 3          | Perth Wildcats  | 108                    | 111        | 110        |                        |     |                  |        |        |        |        |

## Individuelle Auszeichnungen
- Most Valuable Player der regulären Saison (Andrew Gaze Trophy): Scott Fisher (North Melbourne Giants)
- Rookie of the Year: Justin Withers (Illawarra Hawks)
- Best Defensive Player (Damian Martin Trophy): Phil Smyth (Canberra Cannons)
- Coach of the Year (Lindsay Gaze Trophy): Lindsay Gaze (Melbourne Tigers)
- NBL Most Improved Player: Mark Bradtke (Adelaide 36ers)
- All-NBL First Team:
  - Phil Smyth (Canberra Cannons)
  - Kent Lockhart (Eastside Spectres)
  - Andrew Gaze (Melbourne Tigers)
  - Scott Fisher (North Melbourne Giants)
  - Mark Davis (Adelaide 36ers)

- Grand Final Series MVP (Larry Sengstock Medal): Scott Fisher (North Melbourne Giants)